# Soveria Mannelli
Soveria Mannelli är en ort och kommun i provinsen Catanzaro i regionen Kalabrien i Italien. Kommunen hade 2 995 invånare (2018).